# François Régis Hutin
François Régis Hutin (Rennes, 26 de junio de 1929- Ibidem., 10 de diciembre de 2017) fue un periodista francés, editor de prensa, y presidente de la junta ejecutiva del diario regional Ouest-France.

## Vida
François Régis Hutin era el segundo de los cinco hijos de Paul Hutin-Desgrées (1888-1975), fundador del diario Ouest-France. Escribió unos editoriales críticos con los Acuerdos de Múnich, y prefirió entrar en la Resistencia, antes de convertir al periódico en un órgano de propaganda del Gobierno de Vichi, como finalmente ocurrió. Por ello, tras la Liberación, se cambió el nombre del periódico L'Ouest-Éclair a Ouest-France.
Su abuelo, Emmanuel Desgrées du Lou (1867-1933), comisario de la Armada en Vannes, abogado en Rennes, impregnado de la Doctrina Social de la Iglesia, había fundado junto con el padre Félix Trochu, vicario en Vitre, el diario L'Ouest-Éclair, que se leía en el oeste de Francia (Bretaña, Normandia, Anjou, Maine y Poitou).
François Régis ingresó en el seminario de la Misión de Francia en Lisieux en 1948 y pasó dos años allí. Realizó el servicio militar en los comandos coloniales de paracaidistas, con el rango de aspirante. Empleado en la compañía de Messageries Maritimes, viajó por Australia y el Lejano Oriente. A su regreso, tras estudiar filosofía durante un año en la Facultad de Teología de Lyon, se embarcó en la nave ciudad de Le Havre en la nueva compañía havraise peninsular como grumete y partió a Madagascar y el océano Índico. A su regreso, se inscribió en la Sorbona de París, donde obtuvo los certificados de sociología, historia económica, geografía económica, y en la Universidad de Poitiers, obtuvo el certificado de la psicología social, al tiempo que los estudios sociológicos para el COFROR y la economía humanista.
Se unió a Ouest-France como becario en 1961. Ascendió rápidamente, convirtiéndose en director general Adjunto en 1965, y director general en 1970, bajo la presidencia de Louis Estrangin. Fue nombrado CEO de Ouest-France en 1984.
Creó alrededor del periódico un grupo de prensa original y poderoso, uno de los más importantes de la prensa francesa. Este grupo incluye, entre otros, cuatro diarios, Presse-Océan, Le Courrier de l'Ouest y Le Maine libre, dirigido por su hijo Mateo Fuchs y La Presse de la Manche; 79 periódicos semanales locales a través de su filial Publihebdos; Spir Communication, editor de periódicos y sitios web gratuitos; la agencia de publicidad Précom; Ouest-France Publishing; el diario gratuito 20 minutos, en asociación con el grupo de prensa noruego Schibsted. El grupo también es dueño de las radios Hit West, Cristal, Cocktail FM y Océane FM.
François Régis Hutin firmaba con regularidad en la portada de Ouest-France, especialmente los sábados, editoriales en los que mostraba sus convicciones cristianas y sus compromisos, especialmente europeístas; partidario de la economía social de libre mercado y de la libertad de educación. También puso su periódico al servicio de su lucha contra la pena de muerte, la tortura y la proliferación nuclear, o para la mejora de las condiciones de vida en las cárceles. Publicó regularmente informes importantes que se hacen con más frecuencia en el extranjero, sobre la situación de países pobres o víctimas de desastres. Desempeñó un papel importante, convenciendo a los votantes del oeste de Francia de la necesidad de adoptar el Tratado de Maastricht.
L'Express, le presentó como «un periodista que no se fía de los periodistas, un demócrata autocrático, un burgués que odia el dinero, un católico sin reparos, un hombre tímido tan cálido como oscuro».
El 28 de octubre de 2016, François Régis Hutin anunció que dejaba sus funciones operativas para dedicarse a la editorial.
Murió el 10 de diciembre de 2017 a la edad de 88 años, y su muerte fue anunciada por la oficina editorial de Ouest-France al día siguiente.

## Distinciones
François Régis Hutin fue oficial de la Legión de Honor. El 6 de octubre de 2006, al darle su decoración en el Palacio del Elíseo, el presidente Jacques Chirac saludó a «este notable líder, pero también a este gran testigo, este activista humanista y este editorialista comprometido».
El 11 de noviembre de 2010, fue nombrado Comandante en la Orden Nacional del Mérito. El presidente Nicolas Sarkozy le otorgó sus insignias el 9 de noviembre de 2011 en el Elíseo. En el acto, el presidente de la República Francesa afirmó que con ese acto honraba a «un gran periodista y un gran jefe de prensa», que encarnaba «la vitalidad de la prensa y la vida democrática» en Francia. Para agregar finalmente que «usted demuestra que es posible alcanzar el éxito sin caer en las lagunas de la facilidad, el sensacionalismo y la vulgaridad».

## Publicaciones
- François Régis Hutin, S.O.S. Éthiopie, éd. Ouest-France, 1985.